# 条鳅粘体虫
条鳅粘体虫（学名：Myxosoma neomacheilusi）为粘体科粘体虫属的动物。在中国，分布于四川等，营寄生生活，寄生在横纹条鳅的胆囊。